# Eschborn-Francoforte Under-23
La Eschborn-Francoforte Under-23 è una corsa in linea di ciclismo su strada maschile che si svolge ogni anno il 1º maggio nella città di Francoforte sul Meno, in Germania. Dal 2008 fa parte del calendario dell'UCI Europe Tour come gara di classe 1.2U riservata ai ciclisti di categoria Under-23.
Si svolge lo stesso giorno e (parzialmente) sullo stesso percorso dell'Eschborn-Francoforte, gara del calendario UCI World Tour.

## Albo d'oro
Aggiornato all'edizione 2025.
| Anno                                                | Vincitore                             | Secondo                               | Terzo                                 |
| Rund um den Henninger-Turm Under-23                 | Rund um den Henninger-Turm Under-23   | Rund um den Henninger-Turm Under-23   | Rund um den Henninger-Turm Under-23   |
| --------------------------------------------------- | ------------------------------------- | ------------------------------------- | ------------------------------------- |
| 1998                                                | Raphael Schweda                       | Stefan Rüttimann                      | Marcel Strauss                        |
| 1999                                                | Stephan Schreck                       | Jochen Summer                         | Markus Wilfurth                       |
| 2000                                                | Torsten Hiekmann                      | Dirk Reichl                           | Thomas Bruun Eriksen                  |
| 2001                                                | David Kopp                            | Dirk Reichl                           | Christian Pfannberger                 |
| 2002                                                | Bernhard Kohl                         | Stefan Rucker                         | Steffen Lockan                        |
| 2003                                                | Denis Tiščenko                        | Markus Fothen                         | Brian Vandborg                        |
| 2004                                                | Marc de Maar                          | Thomas Dekker                         | Bastiaan Giling                       |
| 2005-07                                             | non disputato                         | non disputato                         | non disputato                         |
| 2008                                                | Stefan Denifl                         | Christoph Sokoll                      | Jean Schlüter                         |
| Eschborn-Frankfurt City Loop Under-23               |                                       |                                       |                                       |
| 2009                                                | Jack Bobridge                         | Daniel Schorn                         | Matthias Brändle                      |
| Rund um den Finanzplatz Eschborn-Frankfurt Under-23 |                                       |                                       |                                       |
| 2010                                                | Tino Thömel                           | Wesley Kreder                         | Loïc Aubert                           |
| 2011                                                | Patrick Bercz                         | Florian Scheit                        | Maurits Lammertink                    |
| 2012                                                | Sven Erik Bystrøm                     | Michael Valgren Andersen              | Maurits Lammertink                    |
| 2013                                                | Lasse Norman Hansen                   | Michael Valgren Andersen              | Maximilian Werda                      |
| 2014                                                | Mads Pedersen                         | Nils Politt                           | Sven Erik Bystrøm                     |
| 2015                                                | non disputato                         | non disputato                         | non disputato                         |
| 2016                                                | Konrad Geßner                         | Benjamin Declercq                     | Christophe Noppe                      |
| 2017                                                | Fabio Jakobsen                        | Casper Pedersen                       | Patrick Müller                        |
| Eschborn-Frankfurt Under-23                         |                                       |                                       |                                       |
| 2018                                                | Niklas Larsen                         | Jonas Rutsch                          | Marten Kooistra                       |
| 2019                                                | Frederik Madsen                       | Kaden Groves                          | Jake Stewart                          |
| 2020                                                | annullata per la Pandemia di COVID-19 | annullata per la Pandemia di COVID-19 | annullata per la Pandemia di COVID-19 |
| 2021                                                | annullata per la Pandemia di COVID-19 | annullata per la Pandemia di COVID-19 | annullata per la Pandemia di COVID-19 |
| 2022                                                | non disputata                         | non disputata                         | non disputata                         |
| 2023                                                | Joshua Gudnitz                        | Gustav Wang                           | Aklilu Arefayne                       |
| 2024                                                | Wessel Mouris                         | Peter Øxenberg Hansen                 | Alexander Arnt Hansen                 |
| 2025                                                | Conrad Haugsted                       | Mads Landbo                           | Tomos Pattinson                       |